# Johannes K. G. Niedlich

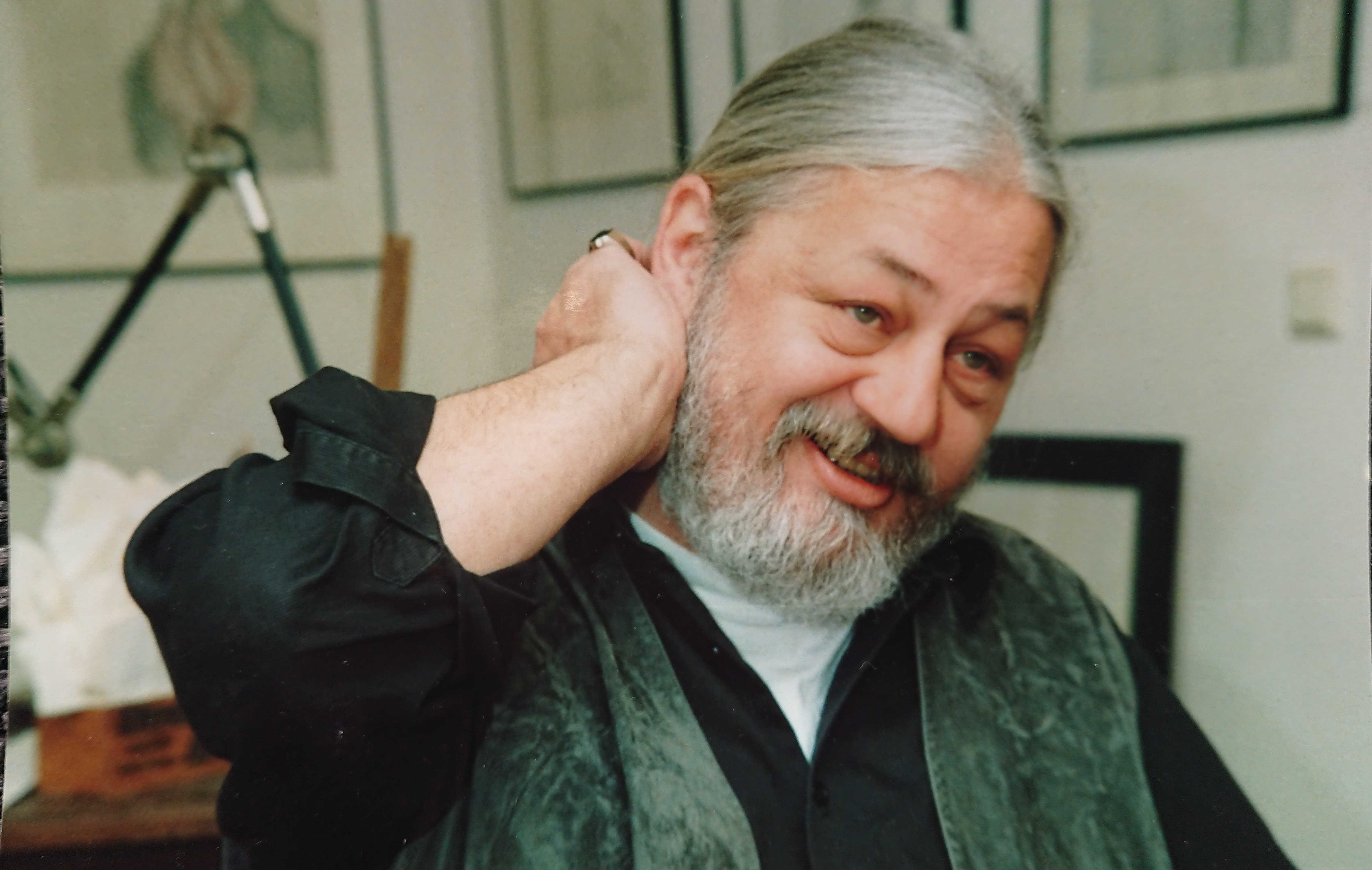
Niedlich im Atelier

Johannes Karl Gotthard Niedlich (* 4. März 1949 in Lunow, Landkreis Barnim; † 24. April 2014) war ein deutscher Graphiker und Buchgestalter.

## Leben
Johannes K. G. Niedlich war das zweite Kind eines evangelischen Pfarrers. Nach seinem Abitur mit Facharbeiterausbildung nahm Niedlich 1968 an der Friedrich-Schiller-Universität Jena ein Studium der Chemie auf. Dieses brach er 1970 ab. Danach studierte er bis 1976 am Sprachenkonvikt der evangelischen Kirche Berlin-Brandenburg in Berlin Theologie. Er arbeitete dann bis 1978 als Gartenarbeiter. Ab 1978 erhielt er durch die Vermittlung seines Mentors Lothar Reher erste Aufträge für Buchillustrationen und konnte ab da in Altlandsberg als freischaffender Künstler bis zu seinem Tode 2014 arbeiten. In der DDR arbeitete er insbesondere für die Verlage Altberliner Verlag Lucie Groszer, Aufbau, buchclub 65, Domowina-Verlag, Kinderbuchverlag, Neues Leben und Das Neue Berlin.
Niedlich war bis 1990 Mitglied des Verband Bildender Künstler der DDR. Arbeiten Niedlichs befinden sich in der Kinder- und Jugendbuchabteilung der Staatsbibliothek zu Berlin.
Neben seinem künstlerischen Schaffen engagierte Niedlich sich ab 1991 fast 20 Jahre kommunalpolitisch in Altlandsberg.

## Werke
Von 1978 bis 1993 illustrierte Niedlich mehr als 70 Buchtitel. Er gewann dabei sieben „Schönste Bücher“ der DDR und der BRD, 1984 eine Bronzemedaille „Schönste Bücher der Welt“ und 1989 die Bronzemedaille der Internationalen Buchkunstausstellung. Ab 1993 fertigte er überwiegend freie Arbeiten an.
Er gestaltete den Brunnen auf dem Marktplatz in Altlandsberg.

## Teilnahme an zentralen und wichtigen regionalen Ausstellungen in der DDR
- 1972/1973 und 1987/1988: Dresden, VII. und X. Kunstausstellung der DDR
- 1981: Karl-Marx-Stadt, Ausstellungshalle 2 am Schlossteich („Junge Künstler der DDR ´81“)
- 1982 und 1986: Fürstenwalde, Altes Rathaus („Miniatur in der bildenden Kunst der DDR“)
- 1984: Berlin, Galerie am Prater („Kinderbuchillustrationen“)
- 1985: Frankfurt/Oder, Bezirkskunstausstellung